# Lherm (Haute-Garonne)
Lherm település Franciaországban, Haute-Garonne megyében. A város repülőtere minden évben megrendezi az Airexpo légibemutatót. Lakosainak száma 3849 fő (2022. január 1.). Lherm Saint-Clar-de-Rivière, Bérat, Cambernard, Labastidette, Lavernose-Lacasse, Muret, Poucharramet és Saint-Hilaire községekkel határos.

## Népesség
A település népességének változása:
| Lakosok száma | 834  | 1858 | 2266 | 3117 | 3550 | 3587 | 3678 | 3777 | 3804 | 3849 |
|               | 1968 | 1982 | 1990 | 2006 | 2013 | 2015 | 2017 | 2019 | 2020 | 2022 |